# Dryops anglicanus
Dryops anglicanus är en skalbaggsart som beskrevs av Edwards 1909. Dryops anglicanus ingår i släktet Dryops, och familjen öronbaggar. Arten är reproducerande i Sverige.